# Darbel Bay
Die Darbel  Bay (in Chile Bahía Marín Darbel) ist eine rund 40 km breite Bucht an der Loubet-Küste des Grahamlandes auf der Antarktischen Halbinsel. Sie liegt zwischen Kap Bellue und Kap Rey. In die Bucht münden unter anderen der Erskine- und der Hopkins-Gletscher. Südwestlich des Kap Bellue über 8 km entlang der Einfahrt zur Darbel Bay erstrecken sich die Darbel-Inseln.
Entdeckt wurde sie während der Fünften Französischen Antarktisexpedition (1908–1910) unter der Leitung des französischen Polarforschers Jean-Baptiste Charcot, der sie nach dem französischen Vize-Admiral Laurent Marin-Darbel (1849–1928) als Baie Marin Darbel benannte. Kartiert wurde das Gebiet im Jahr 1931 während der Forschungsfahrt der RRS Discovery II (1929–1931) im Zuge der Discovery Investigations und bei der British Graham Land Expedition (1934–1937) unter der Leitung des australischen Polarforschers John Rymill.